# Écija Balompié
Az Écija, teljes nevén Écija Balompié egy spanyol labdarúgócsapat. A klubot 1968-ban alapították, jelenleg a harmadosztályban szerepel. Székhelye Écija városa.

## Jelenlegi keret
| # |        | Poszt | Név        |
| - | ------ | ----- | ---------- |
|   | ESP    | K     | Adrián     |
|   | ESP    | K     | Ramón      |
|   | ESP    | K     | Thorices   |
|   | ESP    | V     | Alejo      |
|   | ESP    | V     | Fali       |
|   | ESP    | V     | Juan López |
|   | ESP    | V     | Óscar      |
|   | ESP    | V     | Portela    |
|   | ESP    | V     | Ramírez    |
|   | ESP    | KP    | Bello      |
|   | Angola | KP    | Danilson   |

| # |     | Poszt | Név           |
| - | --- | ----- | ------------- |
|   | ESP | KP    | David Castro  |
|   | ESP | KP    | Iván Moya     |
|   | ESP | KP    | Jonan García  |
|   | ESP | KP    | Migue         |
|   | ESP | KP    | Nando         |
|   | ESP | KP    | Pizarraya     |
|   | ESP | KP    | Requena       |
|   | ESP | KP    | Víctor Armero |
|   | ESP | CS    | Juan Pablo    |
|   | ESP | CS    | Plata         |
|   | ESP | CS    | Vázquez       |

## Statisztika
| Szezon       | Osztály    | Poz. | Copa del Rey |
| ------------ | ---------- | ---- | ------------ |
| 1968-69´-től | Regionális | —    |              |
| 1986-87-ig   | Regionális | —    |              |
| 1987/88      | 3ª         | 7.   |              |
| 1988/89      | 3ª         | 3.   |              |
| 1989/90      | 3ª         | 8.   |              |
| 1990/91      | 3ª         | 3.   |              |
| 1991/92      | 3ª         | 2.   |              |
| 1992/93      | 2ªB        | 10.  |              |
| 1993/94      | 2ªB        | 8.   |              |
| 1994/95      | 2ªB        | 3.   |              |
| 1995/96      | 2ª         | 13.  |              |
| 1996/97      | 2ª         | 20.  |              |
| 1997/98      | 2ªB        | 15.  |              |
| 1998/99      | 2ªB        | 15.  |              |

| Szezon  | Osztály | Poz. | Copa del Rey |
| ------- | ------- | ---- | ------------ |
| 1999/00 | 2ªB     | 14.  |              |
| 2000/01 | 2ªB     | 10.  |              |
| 2001/02 | 2ªB     | 9.   |              |
| 2002/03 | 2ªB     | 8.   |              |
| 2003/04 | 2ªB     | 9.   |              |
| 2004/05 | 2ªB     | 12.  |              |
| 2005/06 | 2ªB     | 5.   |              |
| 2006/07 | 2ªB     | 10.  |              |
| 2007/08 | 2ªB     | 1.   |              |
| 2008/09 | 2ªB     | 13.  |              |
| 2009/10 | 2ªB     | 10.  |              |
| 2010/11 | 2ªB     | —    |              |

## Ismertebb játékosok
| - Daniel Mayo - Mauricio Di Benedetto - Leonardo Serfaty - Vali Gasimov - Guy Ipoua - Mohamed Camara - Wilfred Agbonavbare - Zvonko Rmandic - Dušan Petković - Zlatko Kostić - Zoran Mašić - Goran Jezdimirović - Katxorro | - Ramón Pereira - Francis - Antonio Casado - Joaquín Parra - Manuel Zúñiga - Rafael Gordillo - Juanlu - Salva - Juan Carlos Ramos - José Antonio Navarro - Pepe Mel - José Antonio Luque |

## Fordítás
- Ez a szócikk részben vagy egészben  az   Écija Balompié című angol Wikipédia-szócikk fordításán alapul.  Az eredeti cikk szerkesztőit annak laptörténete sorolja fel. Ez a jelzés csupán a megfogalmazás eredetét és a szerzői jogokat jelzi, nem szolgál a cikkben szereplő információk forrásmegjelöléseként.
- Ez a szócikk részben vagy egészben  az   Écija Balompié című spanyol Wikipédia-szócikk fordításán alapul.  Az eredeti cikk szerkesztőit annak laptörténete sorolja fel. Ez a jelzés csupán a megfogalmazás eredetét és a szerzői jogokat jelzi, nem szolgál a cikkben szereplő információk forrásmegjelöléseként.

## Külső hivatkozások
- Hivatalos weboldal (spanyolul)
- Nem hivatalos weboldal (spanyolul)
- Futbolme (spanyolul)